# Liste der Lieder von Leonard Cohen

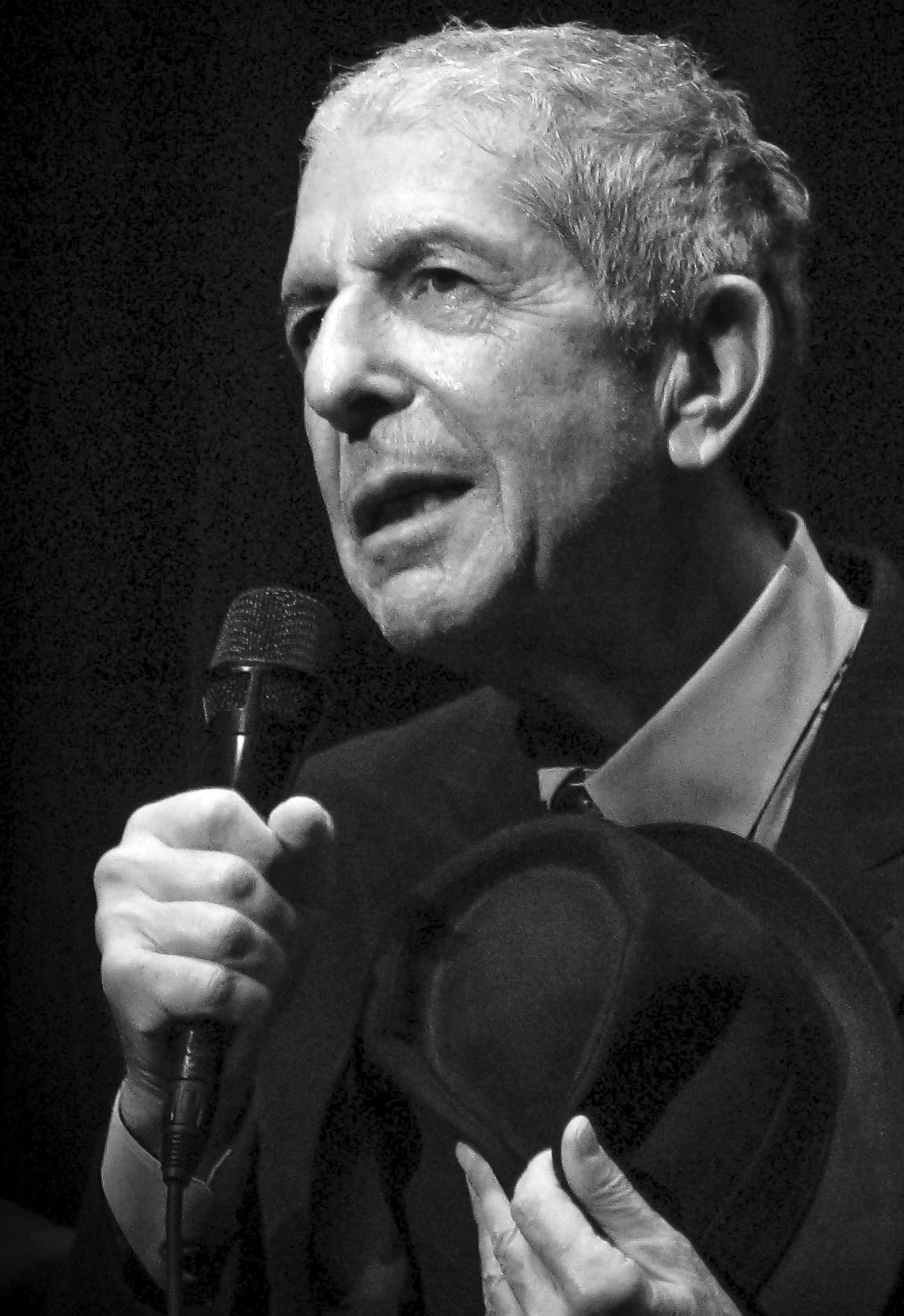
Leonard Cohen, 2008

Die Liste der Lieder von Leonard Cohen ist eine Übersicht der Lieder des kanadischen Singer-Songwriters, Schriftstellers, Dichters und Malers Leonard Cohen.

## Hintergrund
Leonard Cohen, der sich in Kanada bereits mit Gedichten und Romanen einen Namen gemacht und mit dem Kultroman Beautiful Losers (1966) einen internationalen Bestseller gelandet hatte, veröffentlichte 1967 sein erstes Musikalbum, Songs of Leonard Cohen. Die kommerziell erfolgreiche Platte mit melodisch einfachen Folksongs machte ihn international bekannt und leitete eine fast 50 Jahre andauernde Musikkarriere ein, unterbrochen von Phasen des Rückzugs. Während seines künstlerischen Wirkens von 1956 bis 2016 schrieb Cohen zahlreiche Gedichtsammlungen und Romane und brachte unter anderem vierzehn Studioalben sowie einige Livealben und Kompilationen heraus. Das letzte Album You Want It Darker erschien am 21. Oktober 2016, drei Wochen vor seinem Tod.
Seine melancholisch gefärbten, poetischen Songs wurden von zahlreichen Künstlern gecovert. Zu den bekanntesten Liedern zählen Suzanne, Famous Blue Raincoat, Bird on the Wire und So Long, Marianne zu Beginn seiner Karriere sowie in den 1980er Jahren First We Take Manhattan und Hallelujah. In seinem musikalischen Werk werden existenzielle Fragen nach Liebe, Freundschaft, Lebenssinn, menschlichem Leid, Tod und Spiritualität thematisiert.

## Struktur der Übersicht
Die Übersicht listet
- alle selbst geschriebenen Lieder von Leonard Cohen (siehe Kategorie: eigener Song)
- alle Coversongs, die Leonard Cohen aufgenommen hat (siehe Kategorie: Coversong) und
- alle Instrumentals von Leonard Cohen (siehe Kategorie: Instrumental).

## Übersicht der Lieder von Leonard Cohen
| Liedtitel                              | Liedanfang                                                                           | Liedtexter                      | Album                                       | Veröffent-lichungsjahr | Kategorie    | Weitere Informationen                                                                  |
| -------------------------------------- | ------------------------------------------------------------------------------------ | ------------------------------- | ------------------------------------------- | ---------------------- | ------------ | -------------------------------------------------------------------------------------- |
| A Bunch of Lonesome Heroes             | „A bunch of lonesome and very quarrelsome heroes ...“                                | Leonard Cohen                   | Songs From A Room                           | 1969                   | eigener Song | veröffentlicht bei Columbia                                                            |
| A Singer Must Die                      | „Now the courtroom is quiet, but who will confess ...“                               | Leonard Cohen                   | New Skin For The Old Ceremony               | 1974                   | eigener Song | veröffentlicht bei Columbia                                                            |
| A Street                               | „I used to be your favorite drunk ...“                                               | Anjani Thomas; Leonard Cohen    | Popular Problems                            | 2014                   | eigener Song | veröffentlicht bei Columbia                                                            |
| A Thousand Kisses Deep                 | „The ponies run, the girls are young ...“                                            | Leonard Cohen                   | Ten New Songs                               | 2001                   | eigener Song | veröffentlicht bei Columbia                                                            |
| Ain't No Cure For Love                 | „I loved you for a long, long time ...“                                              | Leonard Cohen                   | I'm Your Man                                | 1988                   | eigener Song | veröffentlicht bei Columbia                                                            |
| Alexandra Leaving                      | „Suddenly the night has grown colder ...“                                            | Leonard Cohen                   | Ten New Songs                               | 2001                   | eigener Song | veröffentlicht bei Columbia                                                            |
| Almost Like The Blues                  | „I saw some people starving ...“                                                     | Leonard Cohen                   | Popular Problems                            | 2014                   | eigener Song | veröffentlicht bei Columbia                                                            |
| Always                                 | „I'll be loving you always ...“                                                      | Irving Berlin                   | The Future                                  | 1992                   | Coversong    | veröffentlicht bei Columbia                                                            |
| Amen                                   | „Tell me again ...“                                                                  | Leonard Cohen                   | Old Ideas                                   | 2012                   | eigener Song | veröffentlicht bei Columbia                                                            |
| Anthem                                 | „The birds they sang ...“                                                            | Leonard Cohen                   | The Future                                  | 1992                   | eigener Song | veröffentlicht bei Columbia                                                            |
| Anyhow                                 | „I know it really is a pity ...“                                                     | Leonard Cohen; Patrick Leonard  | Old Ideas                                   | 2012                   | eigener Song | veröffentlicht bei Columbia                                                            |
| Avalanche                              | „Well I stepped into an avalanche ...“                                               | Leonard Cohen                   | Songs Of Love And Hate                      | 1971                   | eigener Song | veröffentlicht bei Columbia                                                            |
| Ballad Of The Absent Mare              | „Say a prayer for the cowboy ...“                                                    | Leonard Cohen                   | Recent Songs                                | 1979                   | eigener Song | veröffentlicht bei Columbia                                                            |
| Banjo                                  | „There’s something that I’m watching ...“                                            | Leonard Cohen                   | Old Ideas                                   | 2012                   | eigener Song | veröffentlicht bei Columbia                                                            |
| Be For Real                            | „Are you back in my life to stay ...“                                                | Leonard Cohen                   | The Future                                  | 1992                   | eigener Song | veröffentlicht bei Columbia                                                            |
| Because Of                             | „Because of a few songs ...“                                                         | Leonard Cohen                   | Dear Heather                                | 2004                   | eigener Song | veröffentlicht bei Columbia                                                            |
| Bird on the Wire                       | „Like a bird on the wire ...“                                                        | Leonard Cohen                   | Songs From A Room                           | 1969                   | eigener Song | veröffentlicht bei Columbia                                                            |
| Blessed Is The Memory                  | „I remember the promise ...“                                                         | Leonard Cohen                   | Songs Of Leonard Cohen                      | 2007                   | eigener Song | veröffentlicht bei Sony BMG Music Entertainment; Bonustrack der Wiederveröffentlichung |
| Boogie Street                          | „O Crown of Light, O Darkened One ...“                                               | Leonard Cohen                   | Ten New Songs                               | 2001                   | eigener Song | veröffentlicht bei Columbia                                                            |
| Born In Chains                         | „I was born in chains but I was taken out of Egypt ...“                              | Leonard Cohen                   | Popular Problems                            | 2014                   | eigener Song | veröffentlicht bei Columbia                                                            |
| By The Rivers Dark                     | „By the rivers dark ...“                                                             | Leonard Cohen                   | Ten New Songs                               | 2001                   | eigener Song | veröffentlicht bei Columbia                                                            |
| Came So Far For Beauty                 | „I came so far for beauty ...“                                                       | Leonard Cohen                   | Recent Songs                                | 1979                   | eigener Song | veröffentlicht bei Columbia                                                            |
| Chelsea Hotel #2                       | „I remember you well in the Chelsea Hotel ...“                                       | Leonard Cohen                   | New Skin For The Old Ceremony               | 1974                   | eigener Song | veröffentlicht bei Columbia                                                            |
| Choices                                | „I've had choices ...“                                                               | Billy Yates; Mike Curtis        | Can't Forget - A Souvenir Of The Grand Tour | 2015                   | Coversong    | veröffentlicht bei Columbia                                                            |
| Closing Time                           | „Ah we're drinking and we're dancing ...“                                            | Leonard Cohen                   | The Future                                  | 1992                   | eigener Song | veröffentlicht bei Columbia                                                            |
| Come Healing                           | „O gather up the brokenness ...“                                                     | Leonard Cohen; Patrick Leonard  | Old Ideas                                   | 2012                   | eigener Song | veröffentlicht bei Columbia                                                            |
| Coming Back To You                     | „Maybe I'm still hurting ...“                                                        | Leonard Cohen                   | Various Positions                           | 1984                   | eigener Song | veröffentlicht bei Columbia                                                            |
| Crazy To Love You                      | „Had to go crazy to love you ...“                                                    | Anjani Thomas; Leonard Cohen    | Old Ideas                                   | 2012                   | eigener Song | veröffentlicht bei Columbia                                                            |
| Dance Me To The End Of Love            | „Dance me to your beauty with a burning violin ...“                                  | Leonard Cohen                   | Various Positions                           | 1984                   | eigener Song | veröffentlicht bei Columbia                                                            |
| Darkness                               | „I caught the darkness, it was drinking from your cup ...“                           | Leonard Cohen                   | Old Ideas                                   | 2012                   | eigener Song | veröffentlicht bei Columbia                                                            |
| Dear Heather                           | „Dear Heather ...“                                                                   | Leonard Cohen                   | Dear Heather                                | 2004                   | eigener Song | veröffentlicht bei Columbia                                                            |
| Death Of A Ladies' Man                 | „Ah the man she wanted all her life was hanging by a thread ...“                     | Leonard Cohen                   | Death Of A Ladies' Man                      | 1977                   | eigener Song | veröffentlicht bei Columbia                                                            |
| Democracy                              | „It's coming through a hole in the air ...“                                          | Leonard Cohen                   | The Future                                  | 1992                   | eigener Song | veröffentlicht bei Columbia                                                            |
| Diamonds In The Mine                   | „The woman in blue, she's asking for revenge ...“                                    | Leonard Cohen                   | Songs Of Love And Hate                      | 1971                   | eigener Song | veröffentlicht bei Columbia                                                            |
| Did I Ever Love You                    | „Did I ever love you ...“                                                            | Leonard Cohen                   | Popular Problems                            | 2014                   | eigener Song | veröffentlicht bei Columbia                                                            |
| Different Sides                        | „We find ourselves on different sides ...“                                           | Leonard Cohen                   | Old Ideas                                   | 2012                   | eigener Song | veröffentlicht bei Columbia                                                            |
| Don't Go Home With Your Hard-On        | „I was born in a beauty salon ...“                                                   | Leonard Cohen                   | Death Of A Ladies' Man                      | 1977                   | eigener Song | veröffentlicht bei Columbia                                                            |
| Dress Rehearsal Rag                    | „Four o'clock in the afternoon ...“                                                  | Leonard Cohen                   | Songs Of Love And Hate                      | 1971                   | eigener Song | veröffentlicht bei Columbia                                                            |
| Everybody Knows                        | „Everybody knows that the dice are loaded ...“                                       | Sharon Robinson                 | I'm Your Man                                | 1988                   | Coversong    | veröffentlicht bei Columbia                                                            |
| Famous Blue Raincoat                   | „It's four in the morning, the end of December ...“                                  | Leonard Cohen                   | Songs Of Love And Hate                      | 1971                   | eigener Song | veröffentlicht bei Columbia                                                            |
| Field Commander Cohen                  | „Field Commander Cohen, he was our most important spy ...“                           | Leonard Cohen                   | New Skin For The Old Ceremony               | 1974                   | eigener Song | veröffentlicht bei Columbia                                                            |
| Fingerprints                           | „I touched you once too often ...“                                                   | Leonard Cohen                   | Death Of A Ladies' Man                      | 1977                   | eigener Song | veröffentlicht bei Columbia                                                            |
| First We Take Manhattan                | „They sentenced me to twenty years of boredom ...“                                   | Leonard Cohen                   | I'm Your Man                                | 1988                   | eigener Song | veröffentlicht bei Columbia                                                            |
| Go No More A-Roving                    | „So we'll go no more a-roving ...“                                                   | Lord Byron                      | Dear Heather                                | 2004                   | eigener Song | Musik von Leonard Cohen; veröffentlicht bei Columbia                                   |
| Going Home                             | „I love to speak with Leonard ...“                                                   | Leonard Cohen; Patrick Leonard  | Old Ideas                                   | 2012                   | eigener Song | veröffentlicht bei Columbia                                                            |
| Got A Little Secret                    | „I've got a little secret ...“                                                       | Felicity Buirski; Leonard Cohen | Can't Forget - A Souvenir Of The Grand Tour | 2015                   | eigener Song | veröffentlicht bei Columbia                                                            |
| Hallelujah                             | „Now, I've heard there was a secret chord ...“                                       | Leonard Cohen                   | Various Positions                           | 1984                   | eigener Song | veröffentlicht bei Columbia                                                            |
| Happens To The Heart                   | „I was always working steady ...“                                                    | Leonard Cohen                   | Thanks For The Dance                        | 2019                   | eigener Song | veröffentlicht bei Columbia                                                            |
| Heart With No Companion                | „Now I greet you from the other side of sorrow and despair, with a love so vast ...“ | Leonard Cohen                   | Various Positions                           | 1984                   | eigener Song | veröffentlicht bei Columbia                                                            |
| Here It Is                             | „Here is your crown ...“                                                             | Leonard Cohen                   | Ten New Songs                               | 2001                   | eigener Song | veröffentlicht bei Columbia                                                            |
| Hey, That's No Way To Say Goodbye      | „I loved you in the morning, our kisses deep and warm ...“                           | Leonard Cohen                   | Songs Of Leonard Cohen                      | 1967                   | eigener Song | veröffentlicht bei Columbia                                                            |
| Humbled In Love                        | „Do you remember all of those pledges ...“                                           | Leonard Cohen                   | Recent Songs                                | 1979                   | eigener Song | veröffentlicht bei Columbia                                                            |
| Hunter's Lullaby                       | „Your father's gone a-hunting ...“                                                   | Leonard Cohen                   | Various Positions                           | 1984                   | eigener Song | veröffentlicht bei Columbia                                                            |
| I Can't Forget                         | „I stumbled out of bed ...“                                                          | Leonard Cohen                   | I'm Your Man                                | 1988                   | eigener Song | veröffentlicht bei Columbia                                                            |
| I Left A Woman Waiting                 | „I left a woman waiting ...“                                                         | Leonard Cohen                   | Death Of A Ladies' Man                      | 1977                   | eigener Song | veröffentlicht bei Columbia                                                            |
| I Tried To Leave You                   | „I tried to leave you, I don't deny ...“                                             | Leonard Cohen                   | New Skin For The Old Ceremony               | 1974                   | eigener Song | veröffentlicht bei Columbia                                                            |
| I'm Your Man                           | „If you want a lover ...“                                                            | Leonard Cohen                   | I'm Your Man                                | 1988                   | eigener Song | veröffentlicht bei Columbia                                                            |
| If I Didn't Have Your Love             | „If the sun would lose its light ...“                                                | Leonard Cohen                   | You Want It Darker                          | 2016                   | eigener Song | veröffentlicht bei Columbia                                                            |
| If It Be Your Will                     | „If it be your will ...“                                                             | Leonard Cohen                   | Various Positions                           | 1984                   | eigener Song | veröffentlicht bei Columbia                                                            |
| Improvisation                          | –                                                                                    | Leonard Cohen                   | Live Songs                                  | 1973                   | Instrumental | veröffentlicht bei Columbia                                                            |
| In My Secret Life                      | „I saw you this morning ...“                                                         | Leonard Cohen                   | Ten New Songs                               | 2001                   | eigener Song | veröffentlicht bei Columbia                                                            |
| Iodine                                 | „I needed you, I knew I was in danger ...“                                           | Leonard Cohen                   | Death Of A Ladies' Man                      | 1977                   | eigener Song | veröffentlicht bei Columbia                                                            |
| Is This What You Wanted                | „You were the promise at dawn ...“                                                   | Leonard Cohen                   | New Skin For The Old Ceremony               | 1974                   | eigener Song | veröffentlicht bei Columbia                                                            |
| It Seemed The Better Way               | „Seemed the better way ...“                                                          | Leonard Cohen                   | You Want It Darker                          | 2016                   | eigener Song | veröffentlicht bei Columbia                                                            |
| It's Torn                              | „I see you in windows that open so wide ...“                                         | Leonard Cohen                   | Thanks For The Dance                        | 2019                   | eigener Song | veröffentlicht bei Columbia                                                            |
| Jazz Police                            | „Can you tell me why the bells are ringing? ...“                                     | Leonard Cohen                   | I'm Your Man                                | 1988                   | eigener Song | veröffentlicht bei Columbia                                                            |
| Joan Of Arc                            | „Now the flames they followed Joan of Arc ...“                                       | Leonard Cohen                   | Songs Of Love And Hate                      | 1971                   | eigener Song | veröffentlicht bei Columbia                                                            |
| La Manic                               | „Si tu savais comme on s'ennuie à la Manic ...“                                      | Georges Dor                     | Can't Forget - A Souvenir Of The Grand Tour | 2015                   | Coversong    | veröffentlicht bei Columbia                                                            |
| Lady Midnight                          | „I came by myself to a very crowded place ...“                                       | Leonard Cohen                   | Songs From A Room                           | 1969                   | eigener Song | veröffentlicht bei Columbia                                                            |
| Last Year's Man                        | „The rain falls down on last year's man ...“                                         | Leonard Cohen                   | Songs Of Love And Hate                      | 1971                   | eigener Song | veröffentlicht bei Columbia                                                            |
| Leaving Green Sleeves                  | „Alas, my love, you did me wrong ...“                                                | Leonard Cohen                   | New Skin For The Old Ceremony               | 1974                   | eigener Song | veröffentlicht bei Columbia                                                            |
| Leaving The Table                      | „I'm leaving the table ...“                                                          | Leonard Cohen                   | You Want It Darker                          | 2016                   | eigener Song | veröffentlicht bei Columbia                                                            |
| Light As The Breeze                    | „She stands before you naked ...“                                                    | Leonard Cohen                   | The Future                                  | 1992                   | eigener Song | veröffentlicht bei Columbia                                                            |
| Like A Bird (Bird On A Wire)           | „Like a bird on the wire ...“                                                        | Leonard Cohen                   | Songs From A Room                           | 2007                   | eigener Song | veröffentlicht bei Sony BMG Music Entertainment; Bonustrack der Wiederveröffentlichung |
| Listen To The Hummingbird              | „Listen to the hummingbird ...“                                                      | Leonard Cohen                   | Thanks For The Dance                        | 2019                   | eigener Song | veröffentlicht bei Columbia                                                            |
| Love Calls You By Your Name            | „You thought that it could never happen ...“                                         | Leonard Cohen                   | Songs Of Love And Hate                      | 1971                   | eigener Song | veröffentlicht bei Columbia                                                            |
| Love Itself                            | „The light came through the window ...“                                              | Leonard Cohen                   | Ten New Songs                               | 2001                   | eigener Song | veröffentlicht bei Columbia                                                            |
| Lover Lover Lover                      | „I asked my father ...“                                                              | Leonard Cohen                   | New Skin For The Old Ceremony               | 1974                   | eigener Song | veröffentlicht bei Columbia                                                            |
| Lullaby                                | „Sleep baby sleep ...“                                                               | Leonard Cohen                   | Old Ideas                                   | 2012                   | eigener Song | veröffentlicht bei Columbia                                                            |
| Master Song                            | „I believe that you heard your master sing ...“                                      | Leonard Cohen                   | Songs Of Leonard Cohen                      | 1967                   | eigener Song | veröffentlicht bei Columbia                                                            |
| Memories                               | „Frankie Lane, he was singing Jezebel ...“                                           | Leonard Cohen                   | Death Of A Ladies' Man                      | 1977                   | eigener Song | veröffentlicht bei Columbia                                                            |
| Minute Prologue                        | „I've been listening ...“                                                            | Leonard Cohen                   | Live Songs                                  | 1973                   | eigener Song | veröffentlicht bei Columbia                                                            |
| Morning Glory                          | „No words this time? ...“                                                            | Leonard Cohen                   | Dear Heather                                | 2004                   | eigener Song | veröffentlicht bei Columbia                                                            |
| Moving On                              | „I loved your face, I loved your hair ...“                                           | Leonard Cohen                   | Thanks For The Dance                        | 2019                   | eigener Song | veröffentlicht bei Columbia                                                            |
| My Oh My                               | „Wasn't hard to love you ...“                                                        | Leonard Cohen                   | Popular Problems                            | 2014                   | eigener Song | veröffentlicht bei Columbia                                                            |
| Nancy                                  | „It seems so long ago ...“                                                           | Leonard Cohen                   | Live Songs                                  | 1973                   | eigener Song | veröffentlicht bei Columbia                                                            |
| Never Any Good                         | „I was never any good at loving you ...“                                             | Leonard Cohen                   | Never Any Good / Suzanne                    | 1997                   | eigener Song | veröffentlicht bei Columbia                                                            |
| Never Gave Nobody Trouble              | „Couldn't pay the mortgage ...“                                                      | Leonard Cohen                   | Can't Forget - A Souvenir Of The Grand Tour | 2015                   | eigener Song | veröffentlicht bei Columbia                                                            |
| Nevermind                              | „The war was lost ...“                                                               | Leonard Cohen                   | Popular Problems                            | 2014                   | eigener Song | veröffentlicht bei Columbia                                                            |
| Night Comes On                         | „I went down to the place where I knew she lay waiting ...“                          | Leonard Cohen                   | Various Positions                           | 1984                   | eigener Song | veröffentlicht bei Columbia                                                            |
| Nightingale                            | „I built my house beside the wood ...“                                               | Anjani Thomas; Leonard Cohen    | Dear Heather                                | 2004                   | eigener Song | veröffentlicht bei Columbia                                                            |
| Nothing To One (You Know Who I Am)     | „I cannot follow you, my love ...“                                                   | Leonard Cohen                   | Songs From A Room                           | 2007                   | eigener Song | veröffentlicht bei Sony BMG Music Entertainment; Bonustrack der Wiederveröffentlichung |
| On That Day                            | „Some people say ...“                                                                | Anjani Thomas; Leonard Cohen    | Dear Heather                                | 2004                   | eigener Song | veröffentlicht bei Columbia                                                            |
| On The Level                           | „I knew that it was wrong ...“                                                       | Leonard Cohen                   | You Want It Darker                          | 2016                   | eigener Song | veröffentlicht bei Columbia                                                            |
| One Of Us Cannot Be Wrong              | „I lit a thin green candle ...“                                                      | Leonard Cohen                   | Songs Of Leonard Cohen                      | 1967                   | eigener Song | veröffentlicht bei Columbia                                                            |
| Our Lady Of Solitude                   | „All summer long she touched me ...“                                                 | Leonard Cohen                   | Recent Songs                                | 1979                   | eigener Song | veröffentlicht bei Columbia                                                            |
| Paper Thin Hotel                       | „The walls of this hotel are paper-thin ...“                                         | Leonard Cohen                   | Death Of A Ladies' Man                      | 1977                   | eigener Song | veröffentlicht bei Columbia                                                            |
| Passing Through                        | „I saw Jesus on the cross on a hill called calvary ...“                              | Leonard Cohen                   | Live Songs                                  | 1973                   | eigener Song | veröffentlicht bei Columbia                                                            |
| Please Don't Pass Me By (A Disgrace)   | „I was walking in New York City and I brushed up against the man in front of ...“    | Leonard Cohen                   | Live Songs                                  | 1973                   | eigener Song | veröffentlicht bei Columbia                                                            |
| Puppets                                | „German puppets burned the Jews ...“                                                 | Leonard Cohen                   | Thanks For The Dance                        | 2019                   | eigener Song | veröffentlicht bei Columbia                                                            |
| Queen Victoria                         | „Queen Victoria ...“                                                                 | Leonard Cohen                   | Live Songs                                  | 1973                   | eigener Song | veröffentlicht bei Columbia                                                            |
| Samson In New Orleans                  | „You said that you were with me ...“                                                 | Leonard Cohen                   | Popular Problems                            | 2014                   | eigener Song | veröffentlicht bei Columbia                                                            |
| Save the Last Dance for Me             | „You can dance every dance with the guy ...“                                         | Doc Pomus; Mort Shuman          | Live In Dublin                              | 2014                   | Coversong    | veröffentlicht bei Columbia                                                            |
| Seems So Long Ago, Nancy               | „It seems so long ago ...“                                                           | Leonard Cohen                   | Songs From A Room                           | 1969                   | eigener Song | veröffentlicht bei Columbia                                                            |
| Show Me The Place                      | „Show me the place, where you want your slave to go ...“                             | Leonard Cohen; Patrick Leonard  | Old Ideas                                   | 2012                   | eigener Song | veröffentlicht bei Columbia                                                            |
| Sing Another Song, Boys                | „Ah his fingernails, I see they're broken ...“                                       | Leonard Cohen                   | Songs Of Love And Hate                      | 1971                   | eigener Song | veröffentlicht bei Columbia                                                            |
| Sisters Of Mercy                       | „All the sisters of mercy, they are not departed or gone ...“                        | Leonard Cohen                   | Songs Of Leonard Cohen                      | 1967                   | eigener Song | veröffentlicht bei Columbia                                                            |
| Slow                                   | „I'm slowing down the tune ...“                                                      | Leonard Cohen                   | Popular Problems                            | 2014                   | eigener Song | veröffentlicht bei Columbia                                                            |
| So Long, Marianne                      | „Come over to the window, my little darling ...“                                     | Leonard Cohen                   | Songs Of Leonard Cohen                      | 1967                   | eigener Song | veröffentlicht bei Columbia                                                            |
| Stages                                 | „Well my friends are gone and my hair is grey ...“                                   | Leonard Cohen                   | Can't Forget - A Souvenir Of The Grand Tour | 2015                   | eigener Song | veröffentlicht bei Columbia                                                            |
| Steer Your Way                         | „Steer your way through the ruins ...“                                               | Leonard Cohen                   | You Want It Darker                          | 2016                   | eigener Song | veröffentlicht bei Columbia                                                            |
| Store Room                             | „It's not the wind that keeps you up it's not the snow ...“                          | Leonard Cohen                   | Songs Of Leonard Cohen                      | 2007                   | eigener Song | veröffentlicht bei Sony BMG Music Entertainment; Bonustrack der Wiederveröffentlichung |
| Stories Of The Street                  | „The stories of the street are mine ...“                                             | Leonard Cohen                   | Songs Of Leonard Cohen                      | 1967                   | eigener Song | veröffentlicht bei Columbia                                                            |
| Story of Isaac                         | „The door it opened slowly ...“                                                      | Leonard Cohen                   | Songs From A Room                           | 1969                   | eigener Song | veröffentlicht bei Columbia                                                            |
| String Reprise – Treaty                | „I wish there was a treaty we could sign ...“                                        | Leonard Cohen                   | You Want It Darker                          | 2016                   | eigener Song | veröffentlicht bei Columbia                                                            |
| Suzanne                                | „Suzanne takes you down to her place near the river ...“                             | Leonard Cohen                   | Songs Of Leonard Cohen                      | 1967                   | eigener Song | veröffentlicht bei Columbia                                                            |
| Tacoma Trailer                         | –                                                                                    | Leonard Cohen                   | The Future                                  | 1992                   | Instrumental | veröffentlicht bei Columbia                                                            |
| Take This Longing                      | „Many men have loved the bells ...“                                                  | Leonard Cohen                   | New Skin For The Old Ceremony               | 1974                   | eigener Song | veröffentlicht bei Columbia                                                            |
| Take This Waltz                        | „Now in Vienna there are ten pretty women ...“                                       | Leonard Cohen                   | I'm Your Man                                | 1988                   | eigener Song | veröffentlicht bei Columbia; auf Basis eines Gedichts von Frederico Garcia Lorca       |
| Teachers                               | „I met a woman long ago ...“                                                         | Leonard Cohen                   | Songs Of Leonard Cohen                      | 1967                   | eigener Song | veröffentlicht bei Columbia                                                            |
| Tennessee Waltz                        | „I was dancing with my darlin' ...“                                                  | Pee Wee King, Redd Stewart      | Dear Heather                                | 2004                   | Coversong    | veröffentlicht bei Columbia                                                            |
| Thanks For The Dance                   | „Thanks for the dance ...“                                                           | Leonard Cohen                   | Thanks For The Dance                        | 2019                   | eigener Song | veröffentlicht bei Columbia                                                            |
| That Don't Make It Junk                | „I fought against the bottle, but I had to do it drunk ...“                          | Leonard Cohen                   | Ten New Songs                               | 2001                   | eigener Song | veröffentlicht bei Columbia                                                            |
| The Butcher                            | „I came upon a butcher ...“                                                          | Leonard Cohen                   | Songs From A Room                           | 1969                   | eigener Song | veröffentlicht bei Columbia                                                            |
| The Captain                            | „Now the Captain called me to his bed ...“                                           | Leonard Cohen                   | Various Positions                           | 1984                   | eigener Song | veröffentlicht bei Columbia                                                            |
| The Faith                              | „The sea so deep and blind ...“                                                      | Leonard Cohen                   | Dear Heather                                | 2004                   | eigener Song | veröffentlicht bei Columbia                                                            |
| The Future                             | „Give me back my broken night ...“                                                   | Leonard Cohen                   | The Future                                  | 1992                   | eigener Song | veröffentlicht bei Columbia                                                            |
| The Goal                               | „I can't leave my house ...“                                                         | Leonard Cohen                   | Thanks For The Dance                        | 2019                   | eigener Song | veröffentlicht bei Columbia                                                            |
| The Great Event                        | „It`s going to happen very soon ...“                                                 |                                 | More Best Of                                | 1997                   |              |                                                                                        |
| The Guests                             | „One by one, the guests arrive ...“                                                  | Leonard Cohen                   | Recent Songs                                | 1979                   | eigener Song | veröffentlicht bei Columbia                                                            |
| The Gypsy's Wife                       | „And where, where, where is my Gypsy wife tonight ...“                               | Leonard Cohen                   | Recent Songs                                | 1979                   | eigener Song | veröffentlicht bei Columbia                                                            |
| The Hills                              | „I can make the hills ...“                                                           | Leonard Cohen                   | Thanks For The Dance                        | 2019                   | eigener Song | veröffentlicht bei Columbia                                                            |
| The Land Of Plenty                     | „Don't really have the courage ...“                                                  | Leonard Cohen                   | Ten New Songs                               | 2001                   | eigener Song | veröffentlicht bei Columbia                                                            |
| The Law                                | „How many times did you call me ...“                                                 | Leonard Cohen                   | Various Positions                           | 1984                   | eigener Song | veröffentlicht bei Columbia                                                            |
| The Letters                            | „You never liked to get ...“                                                         | Leonard Cohen; Sharon Robinson  | Dear Heather                                | 2004                   | eigener Song | veröffentlicht bei Columbia                                                            |
| The Lost Canadian (Un Canadien errant) | „Un Canadien Errant (A wandering Canadian, ) ...“                                    | Traditional                     | Recent Songs                                | 1979                   | Coversong    | veröffentlicht bei Columbia                                                            |
| The Night Of Santiago                  | „She said she was a maiden ...“                                                      | Leonard Cohen                   | Thanks For The Dance                        | 2019                   | eigener Song | veröffentlicht bei Columbia                                                            |
| The Old Revolution                     | „I finally broke into the prison ...“                                                | Leonard Cohen                   | Songs From A Room                           | 1969                   | eigener Song | veröffentlicht bei Columbia                                                            |
| The Partisan                           | „When they poured across the border ...“                                             | Anna Marly; Hy Zaret            | Songs From A Room                           | 1969                   | Coversong    | veröffentlicht bei Columbia                                                            |
| The Smokey Life                        | „I've never seen your eyes so wide ...“                                              | Leonard Cohen                   | Recent Songs                                | 1979                   | eigener Song | veröffentlicht bei Columbia                                                            |
| The Stranger Song                      | „It's true that all the men you knew were dealers ...“                               | Leonard Cohen                   | Songs Of Leonard Cohen                      | 1967                   | eigener Song | veröffentlicht bei Columbia                                                            |
| The Traitor                            | „Now the Swan it floated on the English river ...“                                   | Leonard Cohen                   | Recent Songs                                | 1979                   | eigener Song | veröffentlicht bei Columbia                                                            |
| The Window                             | „Why do you stand by the window ...“                                                 | Leonard Cohen                   | Recent Songs                                | 1979                   | eigener Song | veröffentlicht bei Columbia                                                            |
| There For You                          | „When it all went down ...“                                                          | Leonard Cohen; Sharon Robinson  | Dear Heather                                | 2004                   | eigener Song | veröffentlicht bei Columbia                                                            |
| There Is A War                         | „There is a war between the rich and poor ...“                                       | Leonard Cohen                   | New Skin For The Old Ceremony               | 1974                   | eigener Song | veröffentlicht bei Columbia                                                            |
| To A Teacher                           | „I met a woman long ago ...“                                                         | Leonard Cohen                   | Dear Heather                                | 2004                   | eigener Song | veröffentlicht bei Columbia                                                            |
| Tonight Will Be Fine                   | „Sometimes I find I get to thinking of the past ...“                                 | Leonard Cohen                   | Songs From A Room                           | 1969                   | eigener Song | veröffentlicht bei Columbia                                                            |
| Tower Of Song                          | „Well, my friends are gone and my hair is grey ...“                                  | Leonard Cohen                   | I'm Your Man                                | 1988                   | eigener Song | veröffentlicht bei Columbia                                                            |
| Traveling Light                        | „I'm traveling light ...“                                                            | Leonard Cohen                   | You Want It Darker                          | 2016                   | eigener Song | veröffentlicht bei Columbia                                                            |
| Treaty                                 | „I've seen you change the water into wine ...“                                       | Leonard Cohen                   | You Want It Darker                          | 2016                   | eigener Song | veröffentlicht bei Columbia                                                            |
| True Love Leaves No Traces             | „As the mist leaves no scar ...“                                                     | Leonard Cohen                   | Death Of A Ladies' Man                      | 1977                   | eigener Song | veröffentlicht bei Columbia                                                            |
| Undertow                               | „I set out one night ...“                                                            | Leonard Cohen                   | Dear Heather                                | 2004                   | eigener Song | veröffentlicht bei Columbia                                                            |
| Villanelle For Our Time                | „From bitter searching of the heart ...“                                             | Frank Scott                     | Dear Heather                                | 2004                   | eigener Song | Musik von Leonard Cohen; veröffentlicht bei Columbia                                   |
| Waiting For The Miracle                | „Baby, I've been waiting ...“                                                        | Sharon Robinson                 | The Future                                  | 1992                   | eigener Song | veröffentlicht bei Columbia                                                            |
| Whither Thou Goest                     | „Wither Thou goest - I will go ...“                                                  | Leonard Cohen                   | Live In London                              | 2009                   | eigener Song | veröffentlicht bei Columbia                                                            |
| Who By Fire                            | „And who by fire, who by water ...“                                                  | Leonard Cohen                   | New Skin For The Old Ceremony               | 1974                   | eigener Song | veröffentlicht bei Columbia                                                            |
| Why Don't You Try                      | „Why don't you try to do without him? ...“                                           | Leonard Cohen                   | New Skin For The Old Ceremony               | 1974                   | eigener Song | veröffentlicht bei Columbia                                                            |
| Winter Lady                            | „Trav'ling lady, stay a while ...“                                                   | Leonard Cohen                   | Songs Of Leonard Cohen                      | 1967                   | eigener Song | veröffentlicht bei Columbia                                                            |
| You Got Me Singing                     | „You got me singing ...“                                                             | Leonard Cohen                   | Popular Problems                            | 2014                   | eigener Song | veröffentlicht bei Columbia                                                            |
| You Have Loved Enough                  | „I said I'd be your lover ...“                                                       | Leonard Cohen                   | Ten New Songs                               | 2001                   | eigener Song | veröffentlicht bei Columbia                                                            |
| You Know Who I Am                      | „I cannot follow you, my love ...“                                                   | Leonard Cohen                   | Songs From A Room                           | 1969                   | eigener Song | veröffentlicht bei Columbia                                                            |
| You Want It Darker                     | „If you are the dealer, I'm out of the game ...“                                     | Leonard Cohen                   | You Want It Darker                          | 2016                   | eigener Song | veröffentlicht bei Columbia                                                            |